# Royal Maundy

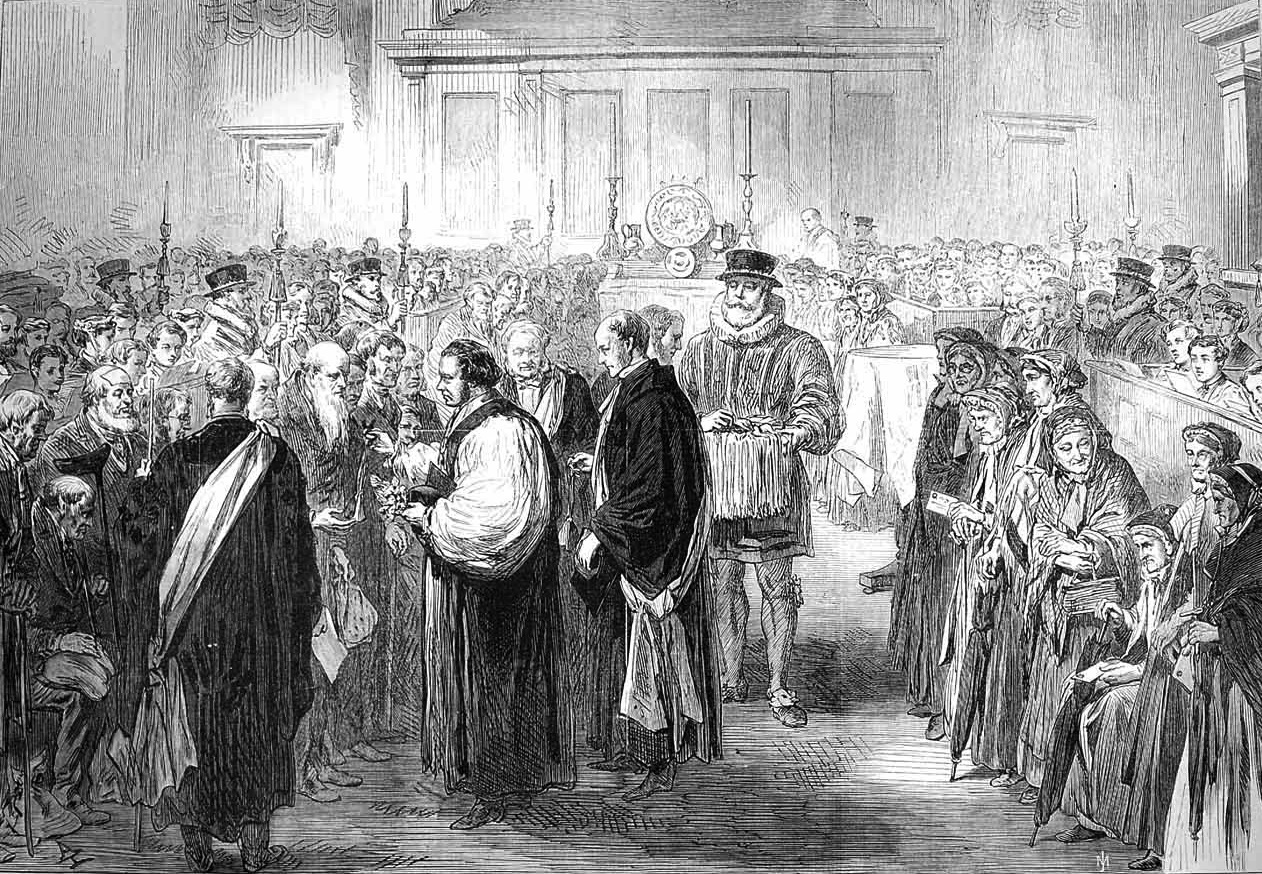
Cérémonie royale de Maundy en 1867

Le Royal Maundy (/ˈmɔːndi/) constitue un office religieux de l'Église d'Angleterre, célébré le Jeudi saint, veille du Vendredi saint. Lors de cette cérémonie, le monarque britannique ou un représentant royal remet solennellement de petites pièces d'argent appelées «« Maundy money » (officiellement « the King's Maundy money ») en guise d'aumône symbolique à des bénéficiaires âgés. Bien que ces pièces aient cours légal, elles ne circulent généralement pas en raison de leur teneur en argent et de leur valeur numismatique. Une somme modeste en monnaie courante est également distribuée, remplaçant les dons de vêtements et de nourriture autrefois offerts par le souverain aux bénéficiaires du Maundy.

## Origines; histoire ancienne et médiévale

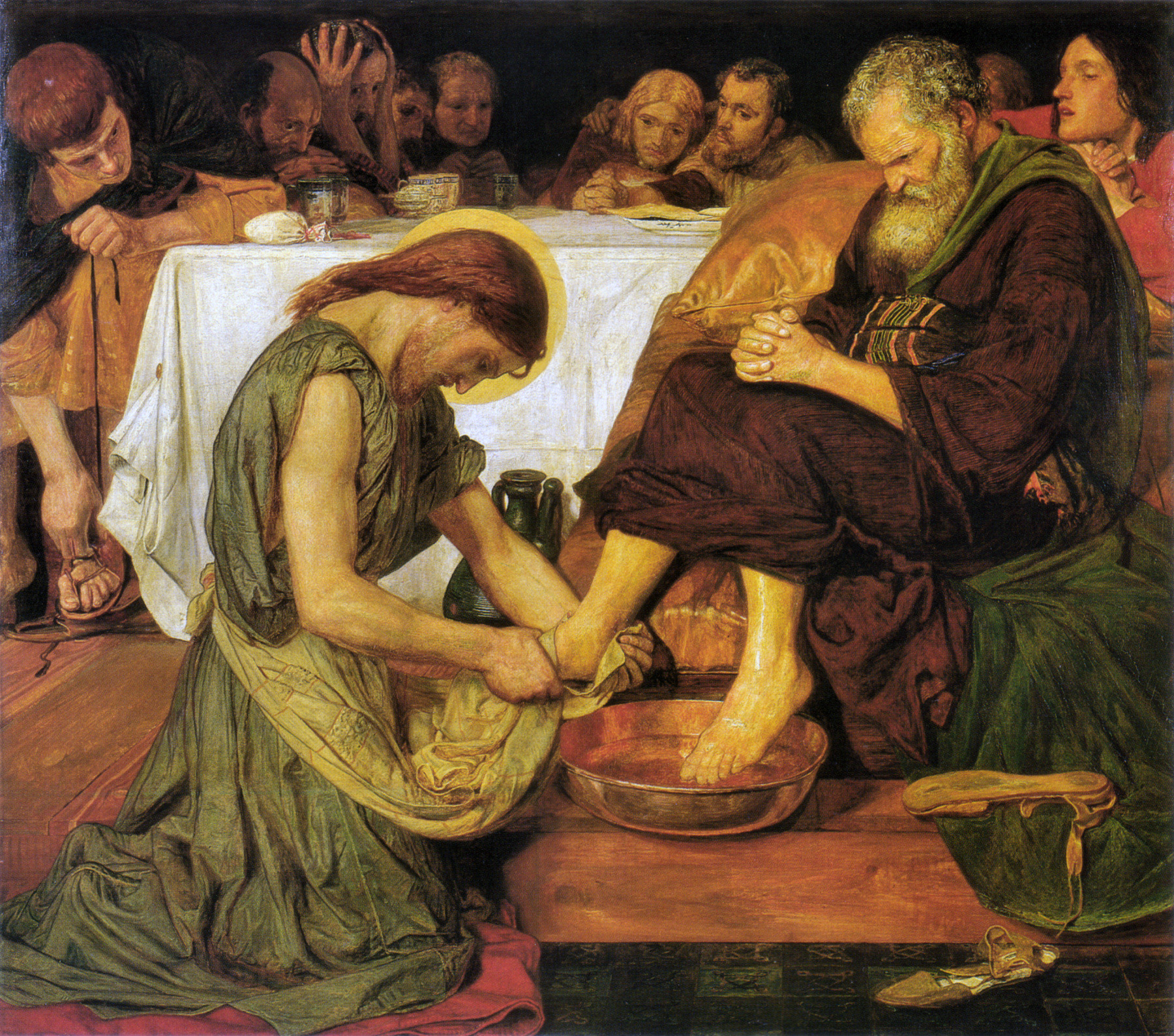
Jésus lavant les pieds de Pierre par Ford Madox Brown

Le terme « Maundy » trouve son origine dans le commandement ou mandatum donné par le Christ lors de la Cène, appelant à l'amour mutuel. Selon les Évangiles, à la veille de sa Crucifixion, Jésus Christ partage un repas avec ses disciples. Après le repas, il leur lave les pieds et leur adresse ce mandatum: « Si donc moi, le Seigneur et le Maître, j’ai lavé vos pieds, vous devez aussi vous laver les pieds les uns aux autres. Car je vous ai donné l’exemple, afin que vous fassiez comme je vous ai fait ». Le mot Maundy dérive ainsi du latin Mandatum, et la cérémonie du Royal Maundy prend sa source dans cet enseignement de Jésus à ses disciples.
Au IVe ou Ve , une cérémonie se développe après la Sainte Communion du jeudi saint, au cours de laquelle des hauts dignitaires ecclésiastiques lavent les pieds des pauvres. Connue sous le nom de pedilavium, cette pratique est quotidienne dans certains monastères. En 992, l’évêque Oswald de Worcester meurt en la célébrant. Le premier monarque anglais dont il est attesté qu’il distribue des aumônes lors d’un office du Maundy est Jean sans Terre. Le 15 avril 1210, il fait don de vêtements, de fourchettes, de nourriture et d’autres présents aux pauvres de Knaresborough, dans le Yorkshire. En 1213, il remet également à 13 pauvres une pièce d’argent de 13 pence chacun, un nombre symbolisant les Douze Apôtres, accompagnés soit de Jésus, soit d’un ange. Peu de détails sur le Maundy du XIIIe subsistent, mais des documents comptables témoignent des dépenses engagées pour ces dons.
Le monarque n’est pas seul à accomplir les rituels de la cérémonie : les enfants d’Henri III y participent dans le cadre de leur formation politique et religieuse. Son fils, Édouard Ier, est le premier souverain à limiter la célébration du Maundy au seul jeudi saint ou à une date proche ; auparavant, des offices supplémentaires pouvaient être organisés au cours de l’année. Selon Virginia Cole, qui étudie le rôle des enfants royaux dans le Maundy du XIIIe , la cérémonie remplit aussi une fonction politique : en s’abaissant à accomplir le pedilavium, le monarque affirme sa grandeur. La participation à un service du Maundy devient alors une obligation pour toutes les grandes maisons régnantes d’Europe. En 1363, le monarque anglais accomplit le pedilavium tout en distribuant des dons. Cette année-là, Édouard III, alors âgé de cinquante ans, remet cinquante pence à cinquante hommes pauvres. Il n’est toutefois pas établi que la tradition d’associer systématiquement le nombre de pence et celui des bénéficiaires à l’âge du souverain soit déjà en place : Henri IV est le premier à décréter que le montant des aumônes doit correspondre à son âge.
Bien que Marie Ire et Élisabeth Iᵉʳ différaient sur le plan religieux, toutes deux accomplirent des cérémonies du Maundy élaborées. Les archives de 1556 rapportent que Marie lava les pieds de quarante et une femmes pauvres (en accord avec son âge), restant « toujours à genoux », et leur donna à chacune quarante et une pence, ainsi que des dons de pain, de poisson et de vêtements, offrant même sa propre robe à la femme jugée la plus pauvre de toutes. En 1572, n'appréciant pas les scènes où chaque femme tentait de saisir un morceau de la robe royale, Élisabeth décida de verser à chaque bénéficiaire une somme de 1 £ en lieu et place de la robe, en la distribuant dans une bourse rouge. L'écrivain contemporain William Lambarde souligna que l’argent remplaçait la robe « pour éviter les problèmes de querelle, comme cela était habituellement le cas pour cette cérémonie ». Lors des années où la peste faisait rage, le monarque ne participait pas directement à la cérémonie, envoyant un fonctionnaire, généralement le Lord Haut Aumônier, pour effectuer les distributions et accomplir le pedilavium. Bien que de l'eau parfumée fût utilisée pour masquer les mauvaises odeurs des pauvres, les pieds étaient lavés trois fois avant que le monarque n'effectue lui-même le pedilavium : une fois par un domestique et deux fois par des fonctionnaires de la Cour. Au fil des années, des bouquets parfumés furent utilisés pour dissimuler les odeurs ces bouquets sont encore portés aujourd'hui.

## Après la Restauration
Charles Ier erra rarement lors de l'office du Royal Maundy. L'auteur Brian Robinson, qui a étudié l'évolution du Royal Maundy, suggère qu'après la Restauration des Stuart en 1660, son fils Charles II tenta de gagner en popularité en assistant assidûment à la cérémonie (et en distribuant de l'argent). Charles II y assista même durant les années de peste de 1661 et 1663. Son frère et successeur, Jacques II, participa également à la cérémonie. Bien qu'il existe un document attestant de la participation de Guillaume III en 1698, la plupart des sources affirment que Jacques II fut le dernier à laver les pieds des pauvres lui-même, en 1685. Aucune trace de présence d'un monarque à la cérémonie du Royal Maundy n'est enregistrée après 1698 jusqu'en 1932, bien que les archives avant 1725 soient peu précises. Le Lord Haut Aumônier continua à accomplir le pedilavium lors de la cérémonie du Maundy jusqu'en 1737. Aujourd'hui, les seules traces du pedilavium lors du Royal Maundy sont les bouquets parfumés et les serviettes en lin portées ou tenues par plusieurs des fonctionnaires.

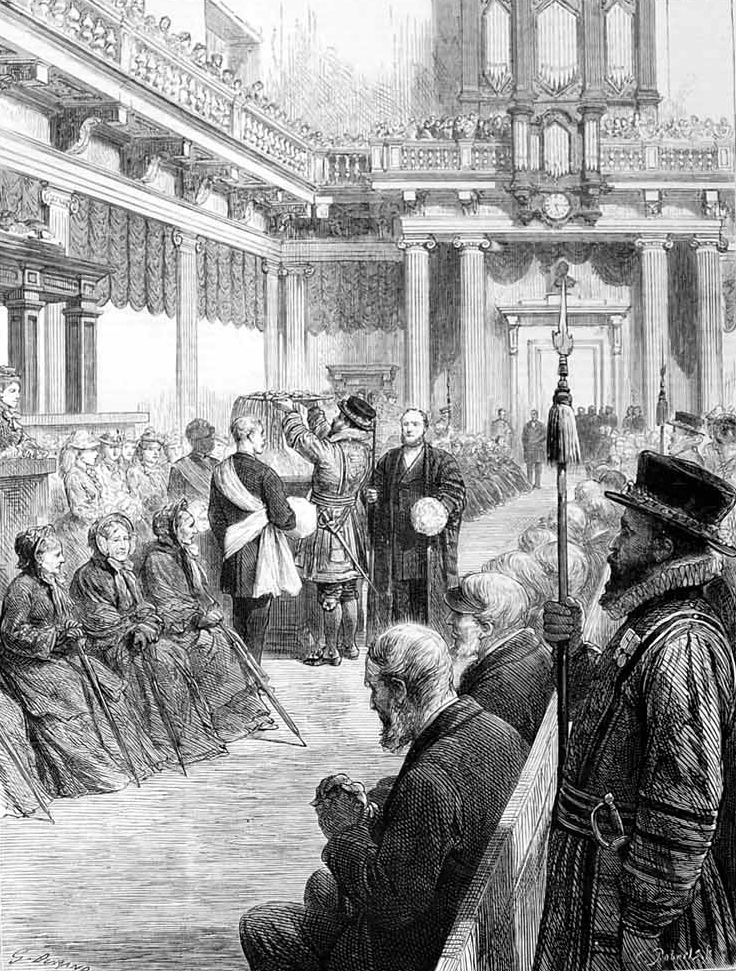
Cérémonie royale de Maundy en 1877

L'office du Royal Maundy se tenait habituellement près de Londres, pour convenir aux impératifs du monarque : au Moyen Âge, il se déroulait à Windsor, Eton, Richmond, Greenwich, ou dans n'importe quel endroit où le monarque se trouvait durant la période de Pâques. En 1714, avec l'absence du monarque lors de la cérémonie, l'office fut déplacé à la Chapelle royale de Whitehall, où il demeura jusqu'en 1890, date à laquelle la chapelle fut attribuée au Royal United Services Institute. Après 1890, sur ordre de la reine Victoria, la cérémonie fut transférée à l'abbaye de Westminster, bien que lors des années où une couronnement avait lieu et où l'abbaye était fermée pour les préparatifs, l'office se tenait à la cathédrale Saint-Paul. De 1954 à 1970, l'office se tenait lors des années paires à Westminster, et lors des années impaires dans des cathédrales provinciales ; depuis lors, il a, dans la plupart des années, été organisé en dehors de Londres. Lorsque la cérémonie se limitait à Londres, les bénéficiaires étaient habituellement des chefs de famille ayant rempli leurs obligations financières envers la société, mais ayant ensuite traversé des périodes de difficultés financières.
Le nombre de bénéficiaires continua de correspondre à l'âge du monarque. Jusqu'au règne conjoint de Guillaume III d'Orange-Nassau et Marie II, les bénéficiaires étaient du même sexe que le monarque. Durant ce règne, chacun des monarques fit des dons aux pauvres de leur sexe, mais après la mort de Marie, seuls les hommes reçurent des dons de Guillaume. À partir du règne de George Ier (1714–1727), hommes et femmes reçurent des dons, chaque sexe étant représenté par un nombre de bénéficiaires correspondant à l'âge du monarque, chaque récipiendaire recevant ce nombre de pence. Malgré l'absence du monarque, la cérémonie se tenait chaque année, le Lord Haut Aumônier ou le Sous-Aumônier agissant en tant que représentant du souverain.

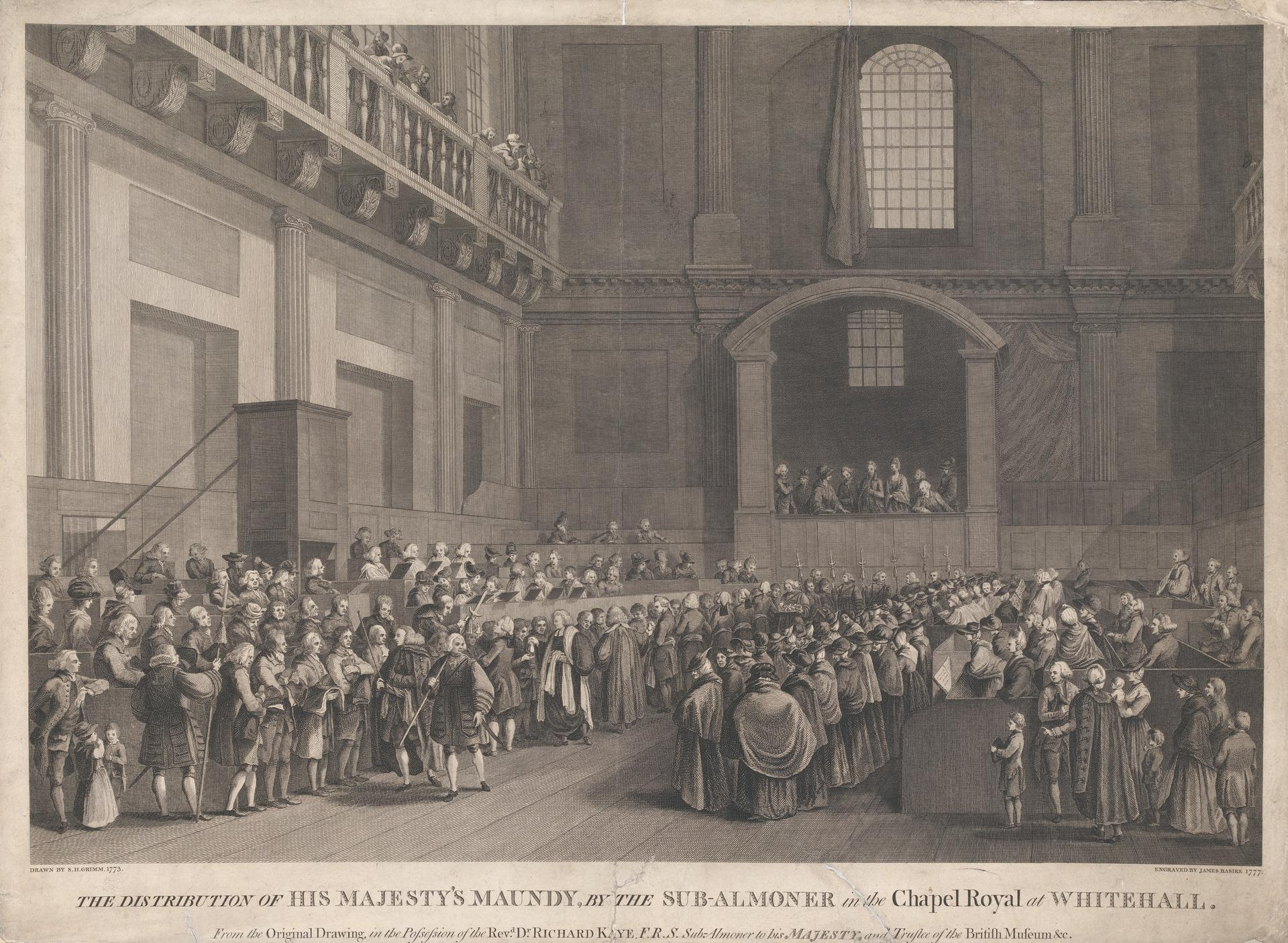
Le dessin de 1773 montre la distribution du Maundy par le sous-aumônier à la Chapelle royale de Whitehall, illustrant la pratique du XVIIIe siècle avant que la cérémonie ne soit déplacée à l'abbaye de Westminster en 1890.

Le don de vêtements fut supprimé pour les femmes à partir de 1724, car les récipiendaires essayaient immédiatement les vêtements et échangeaient ceux qui ne leur allaient pas, une pratique jugée indécente dans une église. À la place, les femmes reçurent 35 shillings (soit 1,75 £ en monnaie décimale). Pour les hommes, le don de vêtements fut remplacé cette année-là par du tissu en laine. Les hommes continuèrent à recevoir du tissu jusqu'en 1883, lorsque les responsables royaux se rendirent compte que bon nombre de récipiendaires étaient trop pauvres pour faire fabriquer des vêtements avec le tissu et le vendaient plutôt. Les hommes reçurent alors 45 shillings (soit 2,25 £ en monnaie décimale) à la place du tissu, montant qui fut augmenté en 1973 à 3 £ pour les hommes et les femmes.
Un document de l'office du Royal Maundy de 1802 mentionne que les bénéficiaires reçurent 4 livres (1,8 kg) de bœuf et quatre miches de pain de trois pence. Après le Maundy de 1837, Guillaume IV ordonna que, puisque les récipiendaires vendaient les dons alimentaires à un prix inférieur à leur valeur réelle ils les vendaient parfois pour aussi peu que cinq shillings ils seraient désormais remplacés par un don en argent de 30 shillings. Ce montant (soit 1,50 £ en monnaie décimale) est encore distribué aujourd'hui. La même année, un rapport sur la liste civile rédigé pour la Chambre des communes proposa de supprimer le Royal Maundy : « Étant donné que la somme distribuée chaque année sous forme d’aumônes et de charité est appliquée de manière plus adaptée aux temps anciens qu'aux temps modernes et entraîne certains frais, il pourrait être judicieux de réfléchir à la possibilité que le but de la bienfaisance royale puisse être mieux atteint si une autre méthode de distribution était adoptée ». La mort de Guillaume IV à l'âge de 71 ans cette année-là et l'accession au trône de sa nièce de 18 ans, Victoria, entraînèrent une forte réduction du nombre de bénéficiaires du Maundy . À cette époque, un récipiendaire de Maundy restait dans ce statut à vie, et les bénéficiaires excédentaires furent placés sur des listes d'attente, recevant de la charité royale par d'autres moyens. Un poste se libéra une semaine avant le Maundy de 1838, lorsque la bénéficiaire Elizabeth Love mourut à l'âge de 110 ans.

En 1843, The Illustrated London News décrit une cérémonie du Royal Maundy : 

« Le jour mentionné, un certain nombre d'hommes et de femmes pauvres, dont le nombre correspond exactement à l'âge du souverain, assiste aux offices divins à la Chapelle royale de Whitehall, le matin et l'après-midi. Du pain, de la viande et du poisson leur sont distribués dans de grands bols en bois, et une procession se forme, composée de l'aumônier royal ou du sous-aumônier, accompagné d'autres officiers, qui sont décorés d'écharpes et de ceintures blanches, chacun portant un bouquet de fleurs. L'un des officiers soutient un grand plat d'or, sur lequel sont posées de petites bourses en cuir rouge et blanc ; la bourse rouge contient un souverain, la bourse blanche des pièces... appelées . Une de chaque de ces bourses est donnée aux personnes sélectionnées pour recevoir la charité royale ; on leur donne également du tissu, du linge, des chaussures, etc., ainsi qu'un petit gobelet en érable, à partir duquel, avant la fin de la cérémonie, ils boivent à la santé de la Reine... Ces petites pièces sont, par un ordre du gouvernement, déclarées monnaie courante du royaume, ainsi personne n'ose les refuser si elles sont proposées en paiement, bien qu'elles ne soient en réalité pas destinées à cet usage. »

— The Illustrated London News
Le fait de boire à la santé du monarque, qui est censé avoir pris son origine avec la coutume du « loving cup », fut aboli au XIXe , bien que la date exacte demeure incertaine. Au début du XXe, des membres de la famille royale assistèrent parfois à la cérémonie du Royal Maundy la reine Alexandra y assista deux fois. La plupart des cérémonies du Royal Maundy au début du siècle furent marquées par la présence de la princesse Helena ou de sa fille, la princesse Marie Louise. En 1931, Marie Louise était présente au Royal Maundy et suggéra, après la cérémonie, à son cousin le roi George V de réaliser les distributions l'année suivante. Le roi George le fit en 1932, étant la seule fois où il assista à l'office durant son règne. En 1936, année de la mort du roi George, le nouveau roi Édouard VIII fit la distribution. George VI, qui monta sur le trône en 1936, ne participa pas à la cérémonie avant 1940, et ne s'y rendit à nouveau qu'en 1944, son rôle étant assuré la plupart des années par le Lord Haut Aumônier, Cosmo Gordon Lang, archevêque de Cantorbéry.
Jusqu'en 1956, un récipiendaire, une fois choisi pour le service du Royal Maundy, avait le droit de continuer à être bénéficiaire à vie. En 1957, avec le service quittant Londres pour la première fois depuis plus de deux siècles (il se tenait cette année-là à St Albans), cette pratique devint impraticable et il fut décidé qu'à l'avenir, les récipiendaires ne participeraient qu'une seule fois. Afin d'honorer la promesse faite aux bénéficiaires choisis à vie, ceux-ci reçurent la possibilité d'assister à la cérémonie chaque fois qu'elle se tenait à Londres et, dans les années où elle n'y était pas organisée, ils reçurent une somme équivalente par voie postale.

## Époque moderne

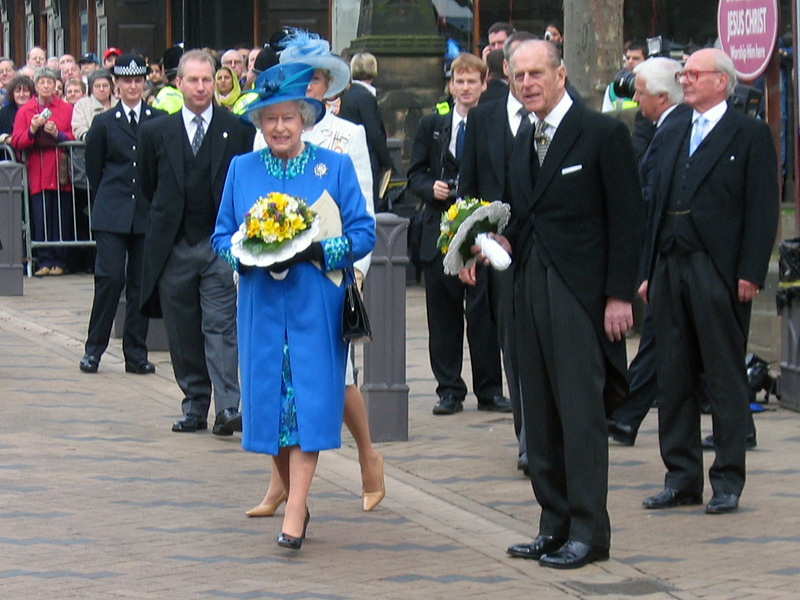
La reine Élisabeth II (au centre, en bleu) et le prince Philip tiennent des bouquets de fleurs en quittant la cathédrale de Wakefield après la cérémonie du Royal Maundy de 2005.

La reine Élisabeth II, qui assista pour la première fois au Royal Maundy en tant que princesse Elizabeth d'York en 1935, fut absente de la cérémonie seulement cinq fois durant son long règne. Elle fut absente deux fois après des accouchements, deux fois parce qu'elle visitait d'autres parties du Commonwealth, et, à l'âge de 95 ans, elle ne participa pas au service de 2022 à la Chapelle Saint-Georges de Windsor, son fils Charles, prince de Galles, et Camilla, duchesse de Cornouailles, la représentant à sa place,. Le premier service de Maundy de Charles en tant que roi se déroula à la cathédrale d'York le 6 avril 2023, accompagné de la reine Camilla. Après l'annonce en février 2024 que Charles se retirait de ses fonctions royales après avoir reçu un diagnostic de cancer, Camilla le représenta lors du service de 2024 à la cathédrale de Worcester, le roi envoyant un message audio aux récipiendaires du Maundy exprimant sa « grande tristesse » de son absence,.
La reine Élisabeth II considérait le service du Royal Maundy comme une partie importante de sa vie dévotionnelle. C'était la seule occasion où elle se rendait auprès des autres pour faire des remises de récompenses, les récipiendaires d'honneurs venant habituellement à elle. Selon Ronald Allison et Sarah Riddell dans leur Royal Encyclopedia, le service « est devenu l'occasion d'un pèlerinage royal dans différentes régions du pays ». Elizabeth avait ordonné que la cérémonie ne soit pas tenue à Londres plus d'une fois tous les dix ans. L'abbaye de Westminster accueillit le Royal Maundy en 2001, puis à nouveau en 2011. Le service de 2011 fut annoncé comme le premier jamais diffusé à la télévision, mais en réalité, les services de 1979, 1982 et 1986 avaient déjà été retransmis sur BBC1.
La cérémonie du Royal Maundy n'a eu lieu en dehors de l'Angleterre que deux fois : en 1982, à la cathédrale de St David's au Pays de Galles, et en 2008, à la cathédrale St Patrick en Irlande du Nord. Avec le service de 2017 à la cathédrale de Leicester, toutes les cathédrales anglicanes d'Angleterre ont accueilli le Royal Maundy, et toutes l'ont fait en présence de la reine Elizabeth.

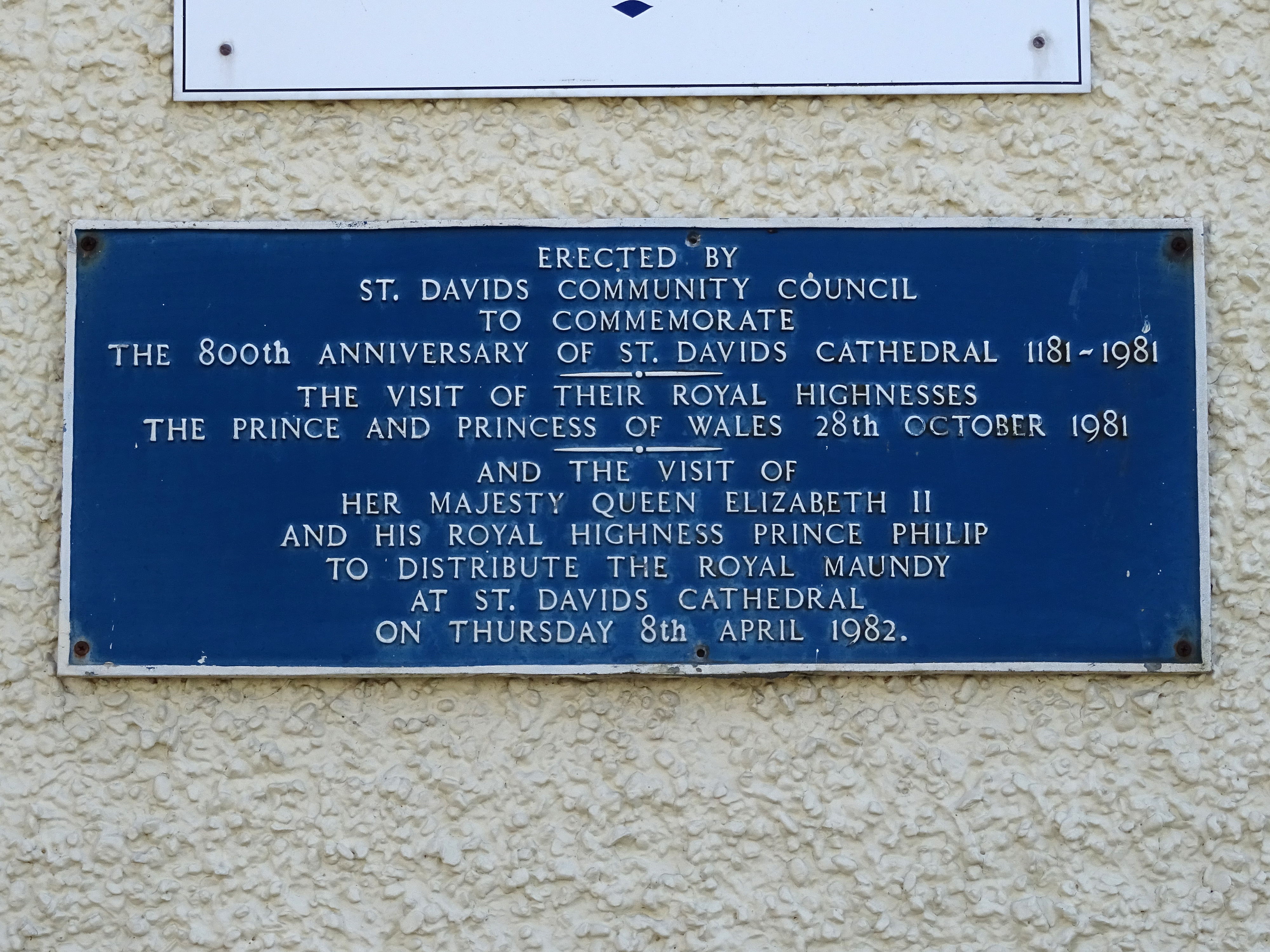
anniversaire de la cathédrale de St. Davids 1181-1981 à l'hôtel de ville de St Davids - 28B High Street, St Davids, Haverfordwest, SA62 6SD

Les cérémonies du Royal Maundy de 2020 et 2021 ont été annulées en raison de la pandémie de COVID-19 ; les cadeaux destinés aux récipiendaires choisis ont été envoyés par la poste,, après que les pièces de monnaie aient été bénies à la Chapelle royale.
Les récipiendaires sont des retraités, choisis sur une base interconfessionnelle parmi diverses églises chrétiennes en raison de leur service rendu à leurs églises et communautés. Dans la plupart des années, les récipiendaires sont nommés par le clergé chrétien de diverses dénominations dans le diocèse où la cérémonie a lieu. En 2011, cependant, en plus des récipiendaires représentant l'abbaye de Westminster, quarante récipiendaires provenaient du diocèse anglican de Gibraltar en Europe, qui couvre l'Europe continentale, et quarante autres du diocèse de Sodor et Man, qui comprend l'île de Man. Robert Patterson, évêque de Sodor et Man, lors d'une conférence des évêques anglicans, avait invité Elizabeth à sa cathédrale pour les services de Maundy; il reçut la réponse que cela serait trop difficile, mais que son diocèse pouvait nommer des récipiendaires. En 2012, en l'honneur de son jubilé de diamant, les récipiendaires ont été sélectionnés parmi les 44 diocèses du Royaume-Uni pour le service à la cathédrale de York,.
Les Yeomen of the Guard (en) sont présents lors de la cérémonie et servent de « garde intérieure » ; la chorale de la Chapelle Royale est également présente. Six wandsmen, dont la fonction d'origine est incertaine, guident les récipiendaires vers leurs places et leur apportent toute autre aide nécessaire. Quatre Maundy Children (officiellement « Enfants de l'Aumônerie Royale »), deux garçons et deux filles, assistent également à la cérémonie. À l'origine, ces enfants étaient remplacés par quatre vieillards bénéficiaires de charité, dont le seul rôle était d'assister au service en portant des écharpes de lin. Comme leurs honoraires pour ce service s'élevaient à plus de vingt livres par an, cela fut considéré comme un abus de charité, et en 1808, ces vieillards furent pensionnés et remplacés par de véritables enfants. Les premiers enfants nommés en 1808 n'assistaient pas personnellement à la cérémonie, mais leurs parents recevaient cinq guinées par an pour contribuer à leur éducation jusqu'à l'âge de quatorze ans, tandis que quatre autres enfants issus d'écoles de la Cité de Westminster les représentaient lors du service. Aujourd'hui, les Maundy Children sont choisis parmi les écoles confessionnelles et publiques, et reçoivent un jeu de pièces de Maundy pour leur participation. Les officiers du service de Maundy portent des serviettes de lin sur leurs vêtements, enroulées sur l'épaule et nouées à la taille. Ces serviettes étaient autrefois conservées par leurs porteurs, mais depuis 1883, elles sont lavées et réutilisées chaque année.

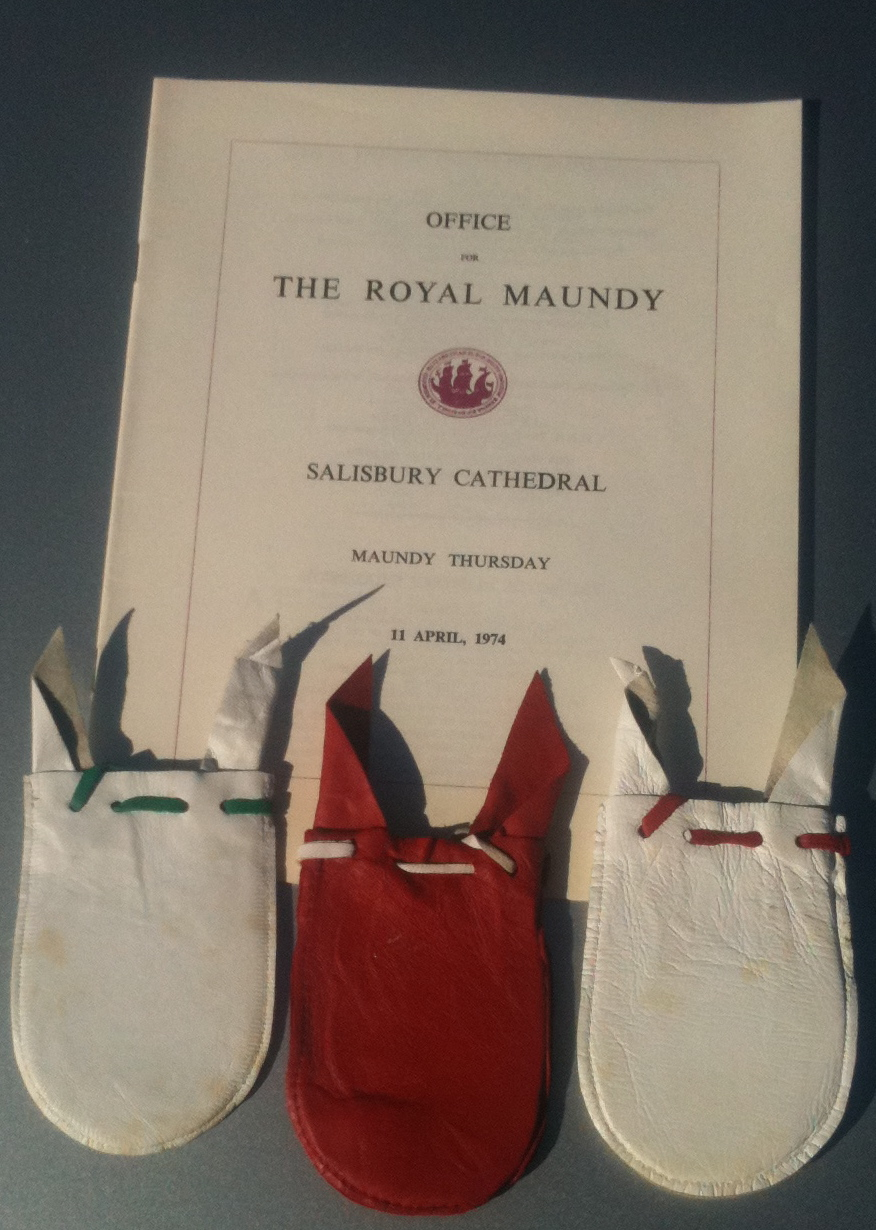
Un ordre de service et des bourses de Maundy remis à un bénéficiaire masculin en 1974 à la cathédrale de Salisbury. De 1936 à 1979, les hommes recevaient (de gauche à droite) : une bourse blanche à cordons verts pour l’allocation vestimentaire, puis une bourse rouge à cordons blancs pour les provisions, et une bourse blanche à cordons rouges contenant le Maundy money.

En 1968, un mandat royal a été accordé à Barrow Hepburn and Gale pour produire les traditionnelles bourses en cuir blanc et rouge, une tradition qui perdure encore aujourd'hui. Jusqu'en 1979, la reine effectuait deux distributions d'argent dans des bourses en cuir pour chaque récipiendaire. La première distribution, donnée aux femmes dans des bourses vertes et aux hommes dans des bourses blanches, consistait en une allocation en lieu et place des vêtements autrefois offerts. Les bourses blanches destinées à l’allocation vestimentaire se distinguaient de celles contenant l’argent de Maundy par leur cordon vert court, tandis que ces dernières étaient attachées avec un long cordon rouge. Ces bourses avaient été introduites en 1936 ; auparavant, l'allocation vestimentaire était distribuée dans une enveloppe en papier. Lors de la seconde distribution, deux bourses étaient remises par le monarque : la rouge contenait 1,50 £ pour les provisions, autrefois données en nature, ainsi qu’une somme supplémentaire de 1 £ instaurée par Élisabeth Ire. Les bourses blanches contenaient quant à elles l'argent de Maundy. Après 1979, la distribution distincte de l'allocation vestimentaire fut supprimée, les dons furent consolidés en une seule distribution, comprenant désormais deux bourses : une blanche contenant les pièces de Maundy et une rouge contenant les autres allocations financières. Cette simplification visait à réduire l’effort physique imposé à Élisabeth II avec l’âge. La bourse rouge comprend aujourd’hui 1 £ représentant le rachat symbolique de la robe du monarque, 3 £ en compensation des vêtements autrefois offerts et 1,50 £ en remplacement de la nourriture autrefois distribuée, pour un total de 5,50 £. En 2024, lors de la cérémonie à la cathédrale de Worcester, ces 5,50 £ ont été remis sous forme d’une pièce de 5 £ représentant un dragon Tudor et d’une pièce de 50 pence célébrant le 200ᵉ anniversaire de la Royal National Lifeboat Institution.
Un homme et une femme sont choisis pour chaque année de vie du monarque (y compris l’année en cours), et ils reçoivent une somme en pence équivalente à cet âge en Maundy money. Avant la cérémonie, les bénéficiaires assistent à une « conférence de Maundy » dans la cathédrale afin de se familiariser avec le déroulement du service. Pour cette journée spéciale, la cathédrale est désignée comme Chapelle Royale, et le Royal Standard y est hissé. Les bourses sont portées dans l’église par les Yeomen, disposées sur des plats en argent qu’ils tiennent au-dessus de leur tête. L’origine de cette coutume est incertaine, mais elle remonterait à l’époque où des provisions étaient distribuées aux pauvres. Certains experts estiment que les plats étaient tenus en hauteur pour empêcher les nécessiteux de s’emparer de la nourriture prématurément, tandis que d’autres pensent que cette position servait à éviter que l’odeur du poisson ne submerge la congrégation.
L'Ordre du service du Royal Maundy est simple. Il débute par la lecture de Jean 13:34, contenant le mandatum à l’origine de la tradition. Deux lectures suivent : Jean 13, rappelant le mandatum, et Matthieu 25, évoquant le Jugement dernier. Le monarque effectue la moitié des distributions après chaque lecture. Pendant la distribution, des hymnes sont chantés, dont Zadok the Priest de Haendel. Le service se termine par des prières, God Save the King et la bénédiction. Six plats en argent, datant de Charles II, sont utilisés, dont le Maundy Dish, conservé à la Tour de Londres. Le Lord High Almoner ne reçoit de rémunération que s’il assiste à la cérémonie, sous forme de Maundy money.
Le pape pratique toujours le pedilavium, tout comme l'archevêque de Cantorbéry. Ces dernières années, cette tradition est devenue plus populaire parmi différentes confessions chrétiennes et même comme un geste d'humilité envers les plus démunis. Aujourd'hui, la cérémonie du Royal Maundy implique un important dispositif de sécurité, incluant l'inspection des canalisations alentour. En 2005, à Wakefield, deux garçons de 17 ans ont été arrêtés pour avoir éclaté des ballons à proximité de la cérémonie, le bruit pouvant être confondu avec des coups de feu.
Le monarque échange de manière informelle avec les bénéficiaires du Maundy, et certains lui offrent même des présents en retour une participante a ainsi offert un pot de marmelade à la reine Elizabeth II. Mercia Tapsell, 71 ans, bénéficiaire du Maundy en 1992 à Chester pour son engagement auprès de l'Armée du Salut, a témoigné de la cérémonie avant son décès en juillet de la même année :  

« Cela a dépassé tout ce que j'avais pu imaginer. Je n'aurais jamais pensé me retrouver dans la cathédrale avec la reine et toutes les personnalités présentes. Le chant, l'orgue, la reine… tout, absolument tout. C'était irréel. Juste entendre Zadok the Priest  m'a transportée sur un nuage, car c'est une pièce que j'adore. L'entendre et voir la reine passer si près de moi… et oui, elle m'a souri. Elle m'a souri. »

## Monnaie du Maundy

### Développement et conception

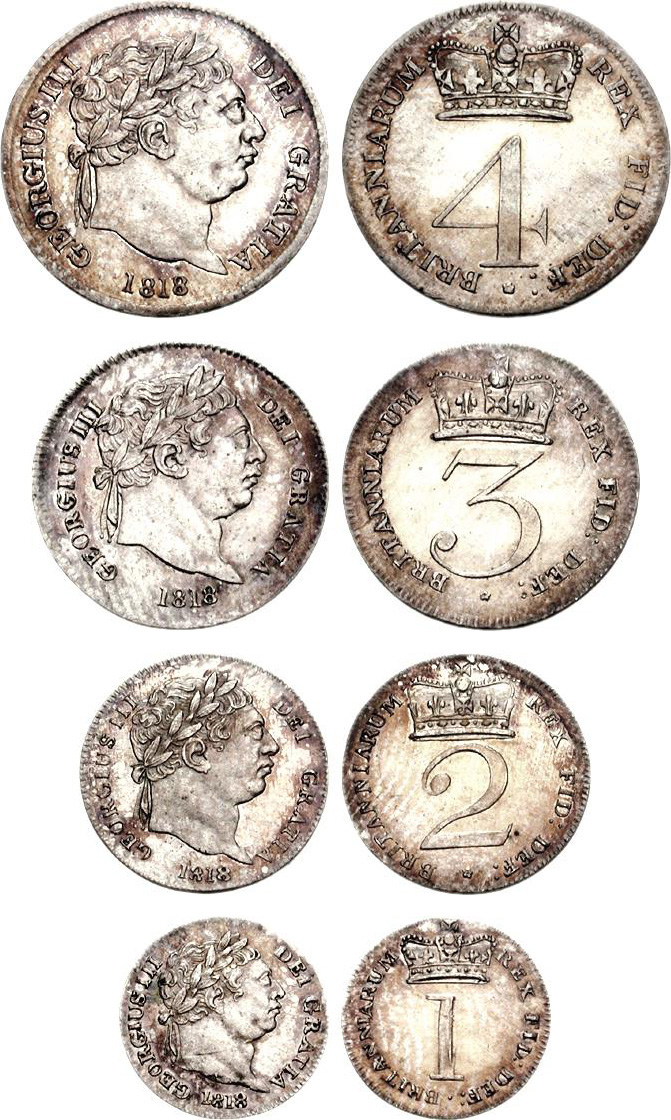
Un ensemble de pièces de Maundy de George III datées de 1818, dont l'avers porte un motif de 1817 créé par Benedetto Pistrucci ; le revers, introduit pour la première fois en 1688.

Des séries de pièces en argent de 1d (un penny) à 4d sont connues à partir du règne de Charles II. Aucun enregistrement n'indique l'utilisation de pièces d'une dénomination supérieure à 1d (frappées en argent pour la circulation) dans le cadre de la distribution du Maundy avant 1731. Les séries antérieures sont probablement des frappes destinées à la circulation ordinaire. Ce n'est qu'en 1752 que des pièces non frappées pour la circulation furent utilisées pour la distribution du Maundy . Lorsque peu d'argent était frappé par la Royal Mint, les pièces distribuées pouvaient porter la date de l'année précédente . Pour contourner les interdictions légales sur la frappe de pièces en argent durant les guerres napoléoniennes, toutes les pièces de Maundy émises de 1800 à 1815 portent la date de 1800, bien que la plupart aient été frappées après cette date. Lorsque la date fut enfin modifiée en 1816, après la levée de l'interdiction, la taille des pièces fut légèrement réduite, la Royal Mint augmentant la quantité frappée par livre troy d'argent sterling de 62 à 66 shillings. La dernière année sans frappe de pièces de Maundy fut 1821.
En 1689, la Royal Mint commença à utiliser un motif pour le revers des quatre pièces d'argent de faible dénomination représentant un chiffre couronné. Le designer est inconnu (Richard Lobel, dans son catalogue des pièces britanniques, suggère que l'artiste était George Bower, un employé de la Royal Mint dont les médailles présentent des caractéristiques similaires), mais son travail perdure, sous une forme révisée, depuis plus de 300 ans. En 1822, un revers modifié fut introduit, et il est frappé chaque année depuis dans les quatre dénominations. Le design du revers de 1822, qui place le chiffre couronné au sein d'une couronne de chêne, a été créé par Jean Baptiste Merlen. Ce design est toujours frappé chaque année, bien que la couronne ait été modifiée en 1888, tout comme l'apparence du chiffre « 2 » sur la pièce de deux pences. Ces changements ont été effectués par le graveur de la Royal Mint, Leonard Charles Wyon (en). Une proposition de la Royal Mint en 1950 de revenir au « 2 »  pré-1888, jugé plus artistique, fut rejetée par George VI, qui estimait que le chiffre actuel était stylistiquement plus similaire à ceux des autres pièces, contrairement au « 2 » pré-1888.
À partir de 1834, des pièces de trois pence (3d) furent frappées pour la circulation, arborant le même motif que les 3d de Maundy. Ces pièces de circulation étaient initialement destinées aux Antilles, mais à partir de 1845, elles furent également frappées pour être utilisées en Grande-Bretagne. Bon nombre des pièces de 3d données aux récipiendaires de Maundypauvres furent dépensées, rendant ces pièces plus rares que les autres valeurs aujourd'hui. Les 3d de Maundy peuvent parfois être distinguées des pièces de 3d de circulation, car les pièces de Maundy étaient frappées avec des matrices à champ plus poli. Le design des 3d de circulation resta le même que celui des 3d de Maundy jusqu'en 1927, lorsqu'un nouveau design fut introduit pour les pièces de circulation. Des pièces de deux pence identiques à celles de Maundy, destinées à l'usage colonial, furent frappées en 1838, 1843 et 1848.
La composition originale des pièces est en argent sterling (0,925). Comme pour toutes les pièces en argent britanniques, la finesse est réduite à 0,500 en 1921. En 1947, l'argent est retiré de toutes les pièces britanniques en circulation au profit du cupronickel, mais étant donné qu'il est jugé inapproprié de frapper les pièces de Maundy en métal de base, leur finesse est rétablie à 0,925. Le 15 février 1971, lors du Decimal day, la livre sterling est décimalisée, avec 100 nouveaux pence au lieu de 20 shillings de 12 pence (240 pence) dans une livre. Aucune modification n’est apportée au design des pièces de Maundy, et toutes les pièces, avant et après la Décimalisation, sont légalement considérées comme étant libellées en nouveaux pence, doublant ainsi la valeur faciale des pièces antérieures à 1971. Les pièces de Maundy continuent à utiliser le design original du revers de la reine Elizabeth II, créé par Mary Gillick, bien que le buste de la reine sur les autres pièces britanniques soit remplacé à mesure qu’elle vieillit. Lors de la décimalisation, la Commission consultative de la Monnaie royale recommande de conserver le design de Gillick par affection ; cette suggestion est acceptée par la reine.
Après soixante-dix ans d'utilisation du portrait de Gillick sur les monnaies de la Maundy d'Élisabeth, des pièces sont distribuées en 2023 avec un nouvel avers. Celui-ci présente le portrait officiel du roi Charles, réalisé par Martin Jennings,.

### Distribution et revente
Au XIXe, jusqu'à soixante fois le nombre de pièces nécessaires pour la cérémonie étaient frappées, en raison de l'intérêt public pour la cérémonie et les pièces. À partir de 1846, la reine Victoria demanda des pièces pour son usage privé, jusqu'à 10 £ (2 400 pence) par an. De nombreux ensembles furent achetés par des marchands de pièces, d'autres par des responsables de la Monnaie royale comme cadeaux. De petites quantités de deux-pences et quatre-pences de Maundy (principalement ces dernières) étaient obtenues par les collèges de l'Université de Cambridge pour des paiements annuels symboliques. Ces demandes furent satisfaites jusqu'au milieu du XXe, après quoi la Monnaie royale les refusa ; les collèges utilisèrent alors des groats de circulation obsolètes (quatre-pences), ou abandonnèrent cette coutume.

### Ouvrages

#### Robinson
1. ↑  Robinson 1977, p. 23-24.
2. ↑  Robinson 1977, p. 24.
3. 1 2  Robinson 1977, p. 25.
4. ↑  Robinson 1977, p. 29–31.
5. ↑  Robinson 1977, p. 33–34.
6. 1 2  Robinson 1977, p. 35–36.
7. ↑  Robinson 1977, p. 37–38.
8. 1 2  Robinson 1977, p. 39–40.
9. 1 2 3  Robinson 1977, p. 47.
10. ↑  Robinson 1977, p. 36.
11. 1 2  Robinson 1977, p. 43–44.
12. ↑  Robinson 1977, p. 45.
13. 1 2 3  Robinson 1992, p. 51.
14. ↑  Robinson 1992, p. 132.
15. ↑  Robinson 1992, p. 69.
16. ↑  Robinson 1992, p. ix.
17. ↑  Robinson 1992, p. 235–236.
18. 1 2  Robinson 1992, p. 235.
19. ↑  Robinson 1992, p. 44.
20. 1 2  Robinson 1992, p. 45–46.
21. ↑  Robinson 1977 1977, p. 60–61.
22. ↑  Robinson 1977, p. 60–61.
23. ↑  Robinson 1992, p. 163.
24. ↑  Robinson 1992, p. 165.
25. ↑  Robinson 1992, p. 166.
26. ↑  Robinson 1977, p. 71–72.
27. ↑  Robinson 1992, p. 49.
28. ↑  Robinson 1992, p. 186.
29. ↑  Robinson 1992, p. 191.
30. ↑  Robinson. 1992, p. 126–127.
31. ↑  Robinson 1992, p. 120.
32. ↑  Robinson 1992, p. 120, 125.

#### Cole
1. ↑  Cole 2002, p. 231.
2. ↑  Cole 2002, p. 236.
3. ↑  Cole 2002, p. 240.
4. ↑  Cole 2002, p. 243.

#### Allison - Riddell
1. 1 2  Allison et Riddell 1991, p. 463.
2. ↑  Allison et Riddell 1991, p. 463–464.
3. ↑  Allison et Riddell 1991, p. 464.

#### Wright
1. ↑  Wright 1991, p. 8.
2. ↑  Wright 1991, p. 12–13.
3. 1 2  Wright 1991, p. 13.
4. ↑  Wright 1991, p. 22.
5. 1 2 3  Wright 1991, p. 4.
6. ↑  Wright 1991, p. 17.
7. ↑  Wright 1991, p. 19.

#### Bressett
1. ↑  Bressett 1964, p. 89.
2. ↑  Bressett 1964, p. 41–42.
3. ↑  Bressett 1964, p. 91.
4. ↑  Bressett 1964, p. 93.

#### Lobel
1. ↑  Lobel 1999, p. 623.
2. ↑  Lobel 1999, p. 553.
3. ↑  Lobel 1999, p. 555–556.
4. ↑  Lobel 1999, p. 564.
5. ↑  Lobel 1964, p. 574.
6. ↑  Lobel 1999, p. 625.
7. 1 2  Lobel 1999, p. 626.

1. ↑  Clyde Hunt 1939, p. 481.
2. 1 2 3 4  (en) « Royal Maundy Service », sur www.royal.uk (consulté le 26 mars 2025)
3. ↑  Clyde Hunt 1939, p. 14-15.
4. ↑  (en) « Office For The Royal Maundy »  [PDF], sur static.westminster, 21 avril 2011 (consulté le 26 mars 2025)
5. ↑  Duindam 2003, p. 139.
6. ↑  (en) Joanne Thomas, « Maundy Money – A rare Monetary gift from the Monarch », Royalmint,‎ 16 avril 2014 (lire en ligne , consulté le 26 mars 2026)
7. ↑  Seaby 1985, p. 124.
8. ↑  Thoms 1844, p. 314-315.
9. ↑  (en) « Maundy Money : The fact that the paper described a gift of provisions which had ceased to be given makes it dubious that it was actually describing the 1843 ceremony », [[The Illustrated London News|The Illustrated London News]],‎ 15 avril 1843, p. 1
10. ↑  (en) « King Edward distributing Maundy money », The New York Times,‎ 17 avril 1936, p. 10
11. 1 2  (en) Charley Adams, « Prince Charles stands in for Queen at Maundy Service », BBC,‎ 14 avril 2022 (lire en ligne , consulté le 26 mars 2025)
12. ↑  (en) Reuters, « UK's Queen Elizabeth to miss annual Maundy Service », Reuters,‎ 8 avril 2022 (lire en ligne , consulté le 26 mars 2025)
13. ↑  (en) Dave Higgens, « King distributes coins in first Royal Maundy service », The Independent,‎ 6 avril 2023 (lire en ligne [archive du 14 mars 2025], consulté le 26 mars 2025)
14. ↑  (en) « Queen Camilla to step in for King Charles at annual Royal Maundy Service as monarch to miss event : The King has been forced to step back from public duties after being diagnosed with cancer last month, adding to a number of health issues that the Royal Family are suffering from. », Sky,‎ 4 mars 2024 (lire en ligne , consulté le 26 mars 2025)
15. 1 2  (en) Sean Coughlan, « King Charles speaks of 'great sadness' at missing Maundy Thursday service », www.bbc.com,‎ 27 mars 2024 (lire en ligne, consulté le 26 mars 2025)
16. 1 2  (en) « Royal Maundy Service - The Church of England Diocese of Manchester » , sur manchester.anglican.org, 14 mai 2011 (consulté le 26 mars 2025)
17. 1 2  (en) « Diocesan Big Day Live On Bbc Tv » [archive du 17 février 2020] , sur europe.anglican.org, 15 avril 2011 (consulté le 26 mars 2025)
18. ↑  (en) « The Royal Maundy Service », BBC,‎ 27 mars 1986 (lire en ligne , consulté le 26 mars 2025)
19. ↑  (en) « Historic first for Maundy service », news.bbc.co.uk,‎ 20 mars 2008 (lire en ligne, consulté le 26 mars 2025)
20. ↑  (en) Chris Ship, « Maundy money handed out by the Queen in traditional service », itv,‎ 18 avril 2019 (lire en ligne , consulté le 26 mars 2025)
21. ↑  (en) David Behrens, « A break in centuries of tradition as Queen’s Maundy money goes by Royal Mail », The Yorkshire Post,‎ 9 avril 2020 (lire en ligne , consulté le 26 mars 2025)
22. ↑  (en) Chris Ship, « Queen says she's 'sad' to cancel Royal Maundy service for second year as she sends gifts to pensioners », Itv,‎ 1er avril 2021 (lire en ligne , consulté le 26 mars 2025)
23. ↑  (en) « Maundy Thursday », sur www.royal.uk, 1er avril 2021 (consulté le 26 mars 2025)
24. 1 2 3  (en) « The Queen attends Royal Maundy Service in historic visit to Armagh // Northern Ireland Office // Media Centre / Media Detail » , sur nio.gov.uk, 11 mai 2011 (consulté le 26 mars 2025)
25. ↑  (en) « Isle of Man people to receive the Queen's Maundy alms », BBC News,‎ 20 janvier 2011 (lire en ligne, consulté le 26 mars 2025)
26. ↑  (en) « The Queen hands out traditional Royal Maundy money in York : The Queen received a rapturous welcome in York today as she prepared to hand out the traditional Royal Maundy money to pensioners from all over Britain to mark her Diamond Jubilee. », The Telegraph,‎ 4 avril 2012 (lire en ligne , consulté le 26 mars 2025)
27. ↑  (en) KELLY PIPES, « Jim’s Royal pennies in Queen’s Diamond year - Local - Peterborough Te… » , sur peterboroughtoday.co.uk, 21 avril 2013 (consulté le 26 mars 2025)
28. 1 2 3 4  Paget 2003, p. 81–82.
29. ↑  (en) Londonist, « London's Most Unusual Royal Warrant Holders » , sur Londonist, 25 août 2014 (consulté le 26 mars 2025)
30. ↑  « BBC NEWS | England | Manchester | Queen distributes Maundy coins », sur cdnedge.bbc.co.uk (consulté le 26 mars 2025)
31. 1 2  (en) Joanne Thomas, « Maundy Money 2014 | The Royal Mint Blog » , sur royalmint.com, 19 avril 2014 (consulté le 26 mars 2025)
32. ↑  Welfare et Bruce 1993, p. 46.
33. ↑  « oremus Bible Browser : Matthew 25 », sur bible.oremus.org (consulté le 26 mars 2025)
34. ↑  Robinson 1992, p. 53–54.
35. ↑  (en) Ruth Gledhill, « Foot-washing Archbishop shows his humility - Times Online » , sur timesonline, 11 mai 2011 (consulté le 26 mars 2025)
36. ↑  (en) William Wan, « Gaining a Dose Of Humility, One Washed Foot at a Time », www.washingtonpost.com,‎ 2 avril 2006 (ISSN 0190-8286, lire en ligne, consulté le 26 mars 2025)
37. ↑  (en) « BBC NEWS | England | Gloucestershire | Royal visitor's silver gifts », sur cdnedge.bbc.co.uk (consulté le 26 mars 2025)
38. ↑  « BBC NEWS | England | West Yorkshire | Police defend royal visit arrests », sur cdnedge.bbc.co.uk (consulté le 26 mars 2025)
39. ↑  Welfare et Bruce 1993, p. 44.
40. ↑  Welfare et Bruce 1993, p. 47.
41. ↑  Groom 2010.
42. ↑  (en) « Coins featuring effigy of King Charles III revealed as "biggest change to Britain's coinage in decades" », sur Dezeen, 30 septembre 2022 (consulté le 26 mars 2025)
43. ↑  (en) CoinWeek, « Royal Mint Issues King Charles III Official Maundy Money Coins », sur CoinWeek: Rare Coin, Currency, and Bullion News for Collectors, 10 avril 2023 (consulté le 26 mars 2025)